# Fronteira Arábia Saudita–Iémen
A fronteira entre Arábia Saudita e Iémen é a linha que limita os territórios da Arábia Saudita e do Iémen. De oeste para leste, começa na costa oriental do Mar Vermelho, segue um percurso irregular por zonas montanhosas, passando a sul da cidade saudita de Nagran e entra no deserto da Arábia. Aí tem longos segmentos retilíneos, terminando na tríplice fronteira de ambos os países com Omã.
A partir de 2003, a Arábia Saudita começou a construir uma barreira ao longo da fronteira, citando preocupações com o terrorismo.  Houve numerosos confrontos ao longo da fronteira com o movimento Houthi no Iêmen desde o inicio da Guerra Civil Iemenita e da intervenção militar da coalizão árabe no Iêmen em 2015.